# Puente de Tuti
El puente de Tuti en Jartum es considerado como el primer puente colgante que se construyó en Sudán y uno de los primeros construidos en África. El diseño del puente y su construcción tuvieron una clase de tecnología a la que Sudán no está acostumbrada. El puente es, en realidad, una serie de puentes que conectan las ciudades de Jartum, Omdurmán y Bahri (Jartum Norte), y ayudará a aliviar el tráfico en las ciudades. La finalización del puente trajo un inmediato crecimiento comercial de la aislada isla Tuti.